# Musculus longissimus cervicis
De musculus longissimus cervicis of langste spier van de nek vormt het cervicale deel van de musculus longissimus, een van de diepe spieren van de rug. Het is een voortzetting van de musculus erector spinae. 
De spier ontspringt aan de musculus iliocostales thoracis (rib 1-6) en hecht zicht vast aan de processus spinosi van C4-C6.